# Philip Schuster
Philip Schuster (Estados Unidos, 24 de enero de 1883-31 de octubre de 1926) fue un gimnasta artístico estadounidense, medallista de bronce olímpico en San Luis 1904 en el concurso por equipos.

## Carrera deportiva
En los JJ. OO. celebrados en San Luis (Misuri) en 1904 gana la medalla de bronce en equipos, perteneciendo él al equipo de Chicago, quedando en el podio tras los de Filadelfia (oro) y Nueva York (plata), y siendo sus compañeros: Charles Krause, George Mayer, Robert Maysack, John Duha y Edward Siegler.